# Willi Bleicher

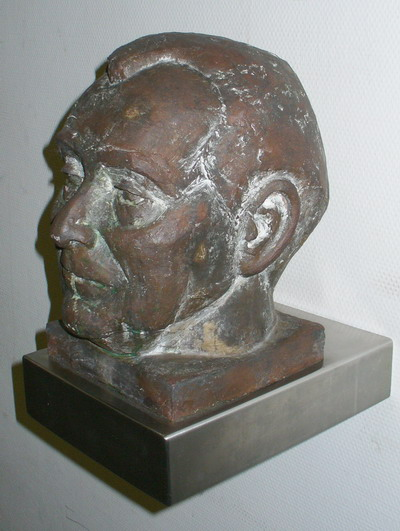
Willi Bleicher. Skulptur von Klaus Mausner im Stuttgarter DGB-Haus

Willi Bleicher (* 27. Oktober 1907 in Cannstatt; † 23. Juni 1981 in Stuttgart) war ein deutscher Gewerkschaftsfunktionär und wird in Yad Vashem als Gerechter unter den Völkern geehrt.

## Leben
Während sein Vater als Schlosser bei Daimler in Stuttgart-Untertürkheim arbeitete, erlernte Bleicher den Bäckerberuf und trat 1925 dem Deutschen Nahrungs- und Genußmittel-Arbeiter-Verband (einem der Vorläufer der heutigen Gewerkschaft Nahrung-Genuss-Gaststätten) bei. Als Hilfsarbeiter bei Daimler wurde er 1927 Mitglied im Deutschen Metallarbeiter-Verband (DMV). In den 1920er Jahren trat er in die KPD ein, wurde aber 1929 wegen Kritik an der aus seiner Sicht linksradikalen Linie und mangelnden „innerparteilicher Demokratie“ ausgeschlossen. Im selben Jahr wurde er Mitglied der Kommunistischen Partei-Opposition (KPD-O). Nach der Machtübernahme der Nationalsozialisten emigrierte Bleicher zunächst in die Schweiz und dann nach Frankreich, kehrte aber nach Stuttgart zurück, fand dort Arbeit, und gliederte sich in die illegale kommunistische Widerstandstätigkeit in den Stuttgarter Neckarvororten ein. Durch Spitzel verraten, wurde er am 3. Januar 1936 bei der Arbeit auf dem Daimler-Gelände von der Gestapo verhaftet. Im November 1936 wurde er wegen Gefährdung der Staatssicherheit und Vorbereitung zum Hochverrat zu zweieinhalb Jahren Haft verurteilt, welche er in Ulm verbüßte. Nach dem Ende der Haftstrafe wurde er nicht freigelassen, sondern zunächst in das Schutzhaftlager Welzheim eingeliefert. 
Über die Zustände in Welzheim berichtete er Folgendes: „Zusammen mit mir wurde noch ein Holzhändler aus dem Schwarzwald eingeliefert. Dieser wurde wie ich bei der Einlieferung fürchterlich verprügelt. Wir waren in einem Arrestgebäude untergebracht mit dicken Mauern. Kein Sonnenstrahl kam herein. Man war ständig am Putzen. Wenn man nicht gerade am Putzen war, gab es Hiebe. Zum Waschen musste man in den Hof; wer nicht schnell genug die Treppe hinunterkam, der wurde mit einem Fußtritt hinunterbefördert. Dann waren immer Hunde da, die auf die Häftlinge losgelassen wurden.“
Ab Oktober 1938 wurde Bleicher im KZ Buchenwald gefangen gehalten, wo er bis zur Befreiung 1945 blieb. Bleicher gehörte der dortigen Widerstandsorganisation an und gewann unter den Gefangenen durch Hilfsbereitschaft Ansehen. In dieser Zeit arbeitete er eng mit seinen anderen inhaftierten KPD-O-Mitgliedern Ludwig Becker, Eugen Ochs und Robert Siewert zusammen.
Der Autor Bruno Apitz beschreibt in seinem 1958 veröffentlichten Roman Nackt unter Wölfen die Rettung eines kleinen polnischen Kindes durch eine Gruppe von Häftlingen im KZ Buchenwald. 1963 wurde bekannt, dass einer der Protagonisten, der Kapo der Effektenkammer, Willi Bleicher nachempfunden war, der diese Funktion innegehabt hatte. Als Bleicher erfuhr, dass man die Adresse des „Kindes von Buchenwald“, des zwischenzeitlich 22-jährigen Stefan Jerzy Zweig, ausfindig gemacht hatte, lud er ihn nach Stuttgart ein.

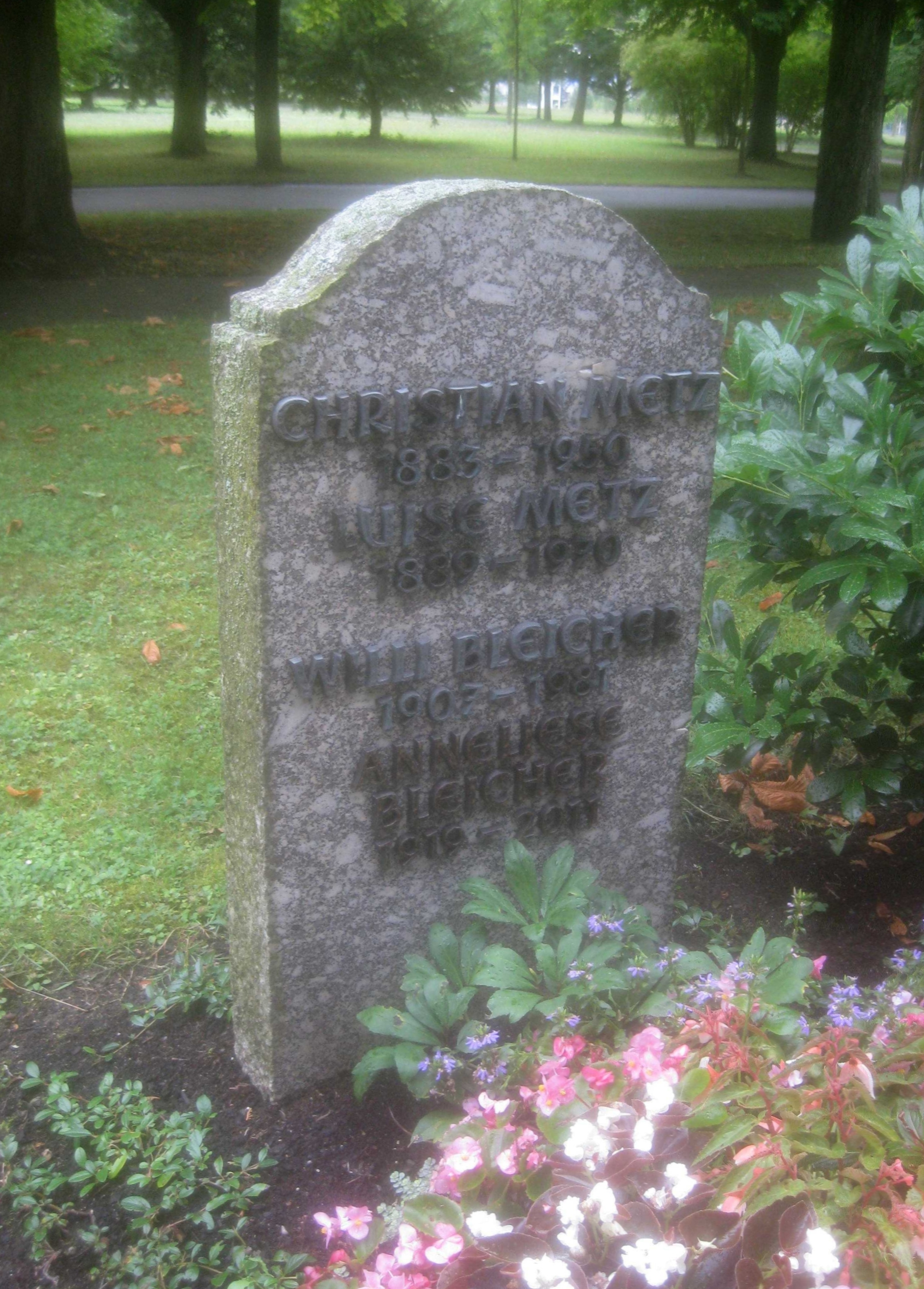
Grab von Willi Bleicher auf dem Steinhalden-Friedhof

Nach dem Krieg engagierte sich Bleicher als Gewerkschafter, war ab 1948 hauptamtlicher Gewerkschaftsfunktionär und stieg in den 1950er Jahren an die Spitze der IG Metall in Baden-Württemberg auf. Nachdem er sich 1945 zunächst wieder der KPD angeschlossen hatte, trat er 1950 aus. Auf dem Gewerkschaftstag der IG Metall im September 1950 war durch einen Coup der sozialdemokratischen Delegierten (der bereits aus der KPD ausgetretene) Bleicher zusammen mit den Kommunisten Fritz Salm und Karl Küll aus dem Vorstand der IG Metall ausgeschlossen worden. In jener Zeit verfolgte die KPD eine von Bleicher zweifellos missbilligte Konfrontationspolitik gegen die Gewerkschaftsführung. Sie gipfelte in der „These 37“ des Parteitags im März 1951, die den „rechten Gewerkschaftsführern“ unterstellte, sie würden „im Auftrag und im Interesse des amerikanischen Imperialismus und im Einklang mit den deutschen Monopolisten“ die Gewerkschaftsorganisation „in den Dienst der Kriegsvorbereitungen“ zu stellen versuchen. Daraufhin verlangten verschiedene Industriegewerkschaften von kommunistischen Funktionären eine schriftliche Distanzierung von dieser Aussage, die die KPD ihren Mitgliedern wiederum untersagte, was aber Bleicher selbst schon nicht mehr betraf. 1953 trat er in die SPD ein.
In der Nachfolge von Ludwig Becker übernahm Bleicher 1959 die Leitung des IG-Metall-Bezirks Stuttgart (mit den drei Tarifgebieten Nordwürttemberg/Nordbaden, Südwürttemberg/Hohenzollern und Südbaden). Er galt als markanter Redner, der die Interessen der Arbeiter über alles andere stellte. Zwei große Streiks um Tariflohnerhöhungen (1963 und 1971) führte er zum Erfolg. 1972 setzte er sich zur Ruhe. Sein Nachfolger wurde Franz Steinkühler.
Bleicher ist in einem Familiengrab auf dem Steinhaldenfriedhof beigesetzt.

## Zitat

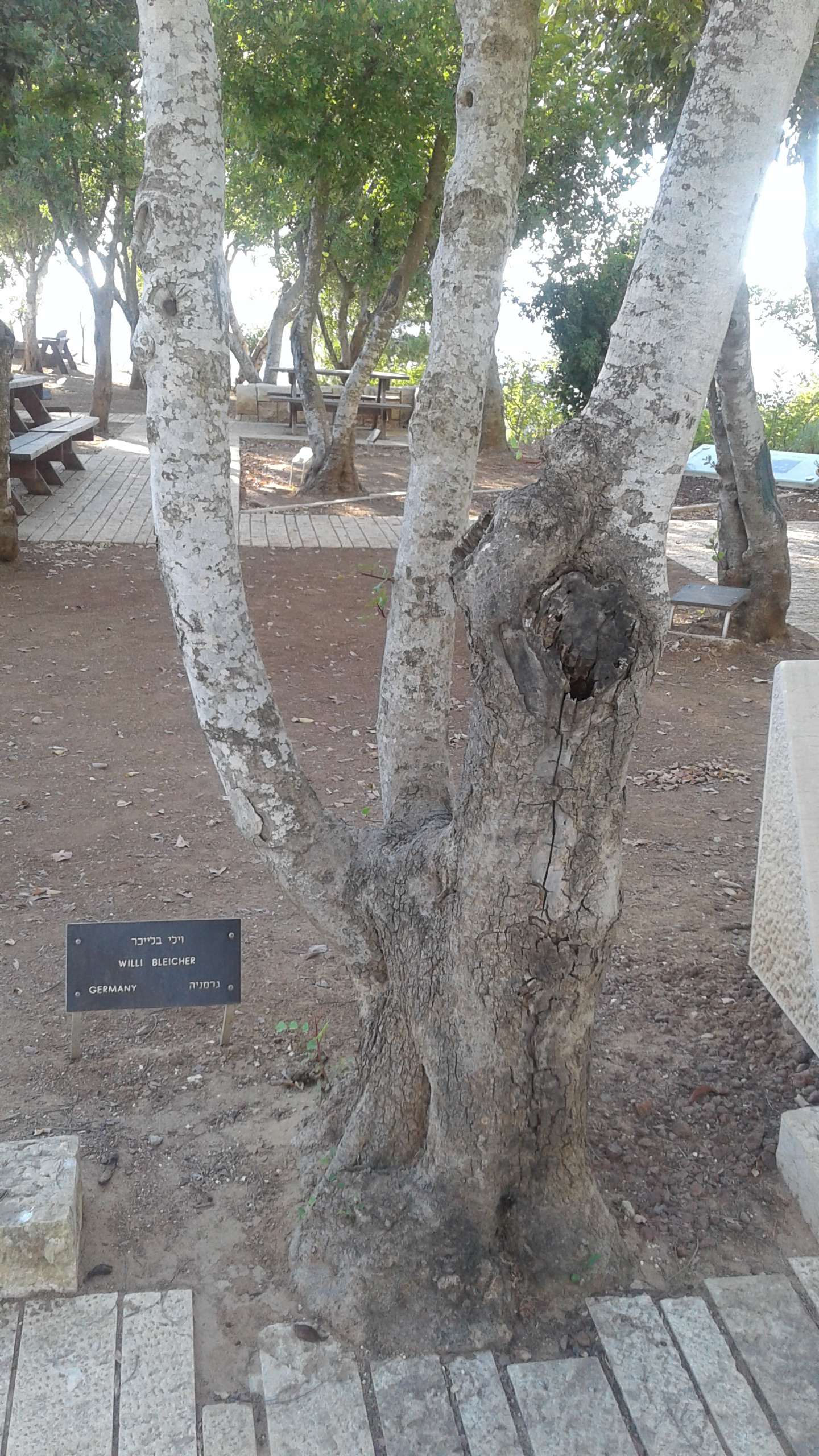
Willi-Bleicher-Baum in Yad Vashem, Israel

„Mir war es lieber, zehn Pfennige mit Streik durchzusetzen, als elf Pfennige am Verhandlungstisch“

## Ehrungen
- Yad Vashem ehrte ihn 1965 als Gerechten unter den Völkern[9]
- 1977 erhielt er zusammen mit Dr. Helmut Simon die Carl-von-Ossietzky-Medaille, die jährlich an Personen oder Gruppen verliehen wird, die sich besonders um die Verteidigung der Menschenrechte verdient gemacht haben.
- Die baden-württembergische Landeshauptstadt Stuttgart verlieh Bleicher 1979 ihre höchste Auszeichnung: Die Bürgermedaille der Stadt Stuttgart. Stuttgarts früherer Oberbürgermeister Manfred Rommel hatte damals unter großem Beifall gesagt: „In Willi Bleicher verbindet sich das Charisma des Arbeiterführers mit der Vernunft des Sachkundigen und der Menschlichkeit dessen, der mehr Unmenschlichkeit ertragen musste, als andere.“[10]
- Im selben Jahr ehrte ihn die Vereinigung der Verfolgten des Naziregimes – Bund der Antifaschistinnen und Antifaschisten mit ihrer „Ehrenmedaille des deutschen Widerstands“. Als Mitglied des Ehrenpräsidiums der VVN-BdA hatte Willi Bleicher sich nie an den Unvereinbarkeitsbeschluss der SPD gehalten, der von 1948 bis 2010 galt.

Dies waren die einzigen Ehrungen, die er zu Lebzeiten annahm.
- Die Stuttgarter Kanzleistraße wurde 1982 in Willi-Bleicher-Straße umbenannt.
- In Stuttgart-Mitte wurde 1999 am Haupteingang des Gewerkschaftshauses in der Willi-Bleicher-Straße 20 eine von Klaus Mausner geschaffene und von der IG Metall gestiftete Büste von Willi Bleicher enthüllt.
- In Göppingen wurde die Diagonalstraße in Willi-Bleicher-Straße umbenannt. In dieser Stadt hatte er in den 1950er Jahren als Bevollmächtigter der IG Metall gewirkt.[12]
- Straßen dieses Namens gibt es auch in Ditzingen, Düren, Hemmingen, Kirchheim unter Teck sowie in Lohr am Main, wo sich eine zentrale Bildungseinrichtung der IG Metall befindet.
- In Hattingen befindet sich die Bundesjugendbildungsstätte der DGB-Jugend. Diese ist im Andenken an den Gewerkschaftsführer und Kämpfer gegen den Faschismus „Willi-Bleicher-Haus“ benannt.

## Filme
- Willi Bleicher: Widerstandskämpfer und Arbeiterführer – Wer nicht kämpft, hat schon verloren ein Filmporträt von Hermann G. Abmayr, 60 min, BR Deutschland 2007[13]
- Du sollst dich nie vor einem lebenden Menschen bücken! – Willi Bleicher von Hannes Karnick und Wolfgang Richter – BR Deutschland 1976–1978, Kurz-Dokumentarfilm